# Franco di Santo
Franco Matías di Santo (Mendoza, 1989. április 7. –) argentin labdarúgó, jelenleg a német Schalke 04 játékosa.

## Pályafutása

### Chelsea
A csapatban először a tartalékoknál játszott , első mérkőzésén 2008. február 11-én máris gólt szerzett a Fulham tartalékcsapata ellen. A mérkőzésen a 9-es számú mezt viselte. Második gólját a Reading tartalékai ellen szerezte 2008. március 3-án.
2008. április 14-én megszerezte első mesterhármasát a Chelsea színeiben a Tottenham Hotspur tartalékcsapata ellen. A szezon utolsó mérkőzésén Di Santo az Aston Villa ellen megszerezte hetedik gólját nyolc mérkőzésen.
Di Santo a 2008-09-es szezon előtt már a felnőtt csapattal edzett, és az ázsiai edzőtúrára is elutazott. Az első mérkőzésen a Guangzhou Pharmaceutical ellen a 36-os számú mezt kapta. A találkozón gólt is szerzett. Második gólját a Chengdu Blades ellen szerezte. Tétmérkőzésen 2008. augusztus 31-én debütált, a Tottenham elleni bajnokin a 88. percben Nicolas Anelkát váltotta. Szeptember 24-én a Ligakupában, október 1-jén pedig a Bajnokok Ligájában is pályára léphetett, mindkétszer csere volt. 2009. január 3-án az FA-kupában is debütált, 2 héttel később a Stoke City elleni bajnokin gólpasszt adott.
A szezonban végül nyolcszor kapott játéklehetőséget, minden alkalommal csere volt.
A 2009-10-es szezon elején kölcsönadták a Blackburn-nek.
A 2010-11-es szezon felkészülését újra a Chelsea-nél kezdte, júliusban két barátságos meccsen játszott, de Carlo Ancelotti nem számolt vele komolyabban. Így a Kékek 4 és fél év után végleg megváltak tőle, eladták a Wigannek.

### Blackburn
2009. augusztus 3-án csatlakozott a Rovers-hez, 2010. februárig szóló kölcsönszerződéssel. A csapatnak opciós joga volt a szerződés meghosszabbítására a szezon végéig, 2010. júniusig.
Augusztus 5-én debütált egy Hibernian elleni barátságos meccsen. Azonnal meg is sérült, csak szeptember végén játszhatott újra. Október 18-án megszerezte első gólját a bajnokságban és új csapatában a Burnley ellen. Mivel a csapat menedzsere, Sam Allardyce elégedett volt a teljesítményével, a Rovers kihasználta opciós jogát, azonban a szezon második felében kevesebb játéklehetőséget kapott, mivel nem szerzett gólokat.
A bajnokságban végül 15-ször lépett pályára (hétszer csereként), és egy gólt szerzett. A szezon végén visszatért a Chelsea-hez.

### Wigan
2010. augusztus 31-én jelentették be, hogy a Wigan leigazolta, 3 éves szerződést kötött a csapattal. Az átigazolás árát nem hozták nyilvánosságra.

#### A válogatottban
Di Santo 2006-tól játszik az argentin U20-as válogatottban. Első gólját a francia U20-as válogatott ellen szerezte. Részt vett a 2007-es dél-amerikai U20-as bajnokságon Paraguayban.

## Statisztika
2018. február 10. szerint
| Csapat                     | Szezon   | Bajnokság | Bajnokság | Kupa  | Kupa | UEFA  | UEFA | Ligakupa | Ligakupa | Összesen | Összesen |
| Csapat                     | Szezon   | Mérk.     | Gól       | Mérk. | Gól  | Mérk. | Gól  | Mérk.    | Gól      | Mérk.    | Gól      |
| -------------------------- | -------- | --------- | --------- | ----- | ---- | ----- | ---- | -------- | -------- | -------- | -------- |
| Chelsea                    | 2007–08  | 0         | 0         | 0     | 0    | 0     | 0    | 0        | 0        | 0        | 0        |
| Chelsea                    | 2008–09  | 8         | 0         | 3     | 0    | 3     | 0    | 2        | 0        | 16       | 0        |
| Blackburn Rovers (kölcsön) | 2009–10  | 22        | 1         | 1     | 0    | —     | —    | 1        | 0        | 24       | 1        |
| Wigan Athletic             | 2010–11  | 25        | 1         | 2     | 0    | —     | —    | 2        | 0        | 29       | 1        |
| Wigan Athletic             | 2011–12  | 32        | 7         | 1     | 0    | —     | —    | 0        | 0        | 33       | 7        |
| Wigan Athletic             | 2012–13  | 35        | 5         | 0     | 0    | —     | —    | 0        | 0        | 35       | 5        |
| Werder Bremen              | 2013–14  | 23        | 4         | 0     | 0    | —     | —    | —        | —        | 23       | 4        |
| Werder Bremen              | 2014–15  | 26        | 13        | 2     | 1    | —     | —    | —        | —        | 28       | 14       |
| Schalke                    | 2015–16  | 25        | 2         | 2     | 1    | 7     | 5    | —        | —        | 34       | 8        |
| Schalke                    | 2016–17  | 12        | 0         | 1     | 0    | 2     | 0    | —        | —        | 15       | 0        |
| Schalke                    | 2017–18  | 19        | 3         | 3     | 1    | —     | —    | —        | —        | 22       | 4        |
| Összesen                   | Összesen | 288       | 50        | 15    | 3    | 22    | 7    | 5        | 0        | 329      | 60       |

## Sikerei, díjai
Chelsea
- FA-kupa: 2008-09

Wigan Athletic
- FA-kupa: 2012–13